# Pawło Hrabowski
Pawło Arsenowycz Hrabowski (ukr. Павло Арсенович Грабовський, ur. 30 sierpnia?/11 września 1864 w miejscowości Puszkarne w guberni charkowskiej, zm. 12 grudnia 1902 w Tobolsku) – ukraiński poeta, publicysta, tłumacz i działacz polityczny.

## Życiorys
Urodził się na terytorium ówczesnego powiatu ochtyrskiego, obecnie w rejonie krasnopolskim w obwodzie sumskim jako syn wiejskiego kościelnego. Kształcił się w szkole cerkiewnej w Ochtyrce i w seminarium duchownym w Charkowie, na trzecim roku został wydalony za udział w ruchu narodnickim (w organizacji Czornyj Pieriedieł) i rozprowadzanie zakazanej literatury, następnie aresztowany i zesłany do rodzinnej wsi pod nadzór policji. W 1885 udał się do Charkowa, gdzie pracował jako korektor w gazecie „Jużnyj Kraj”, jesienią tego samego roku został zmobilizowany do armii i skierowany do służby w Turkiestańskim Okręgu Wojskowym. W 1886 w Orenburgu został ponownie aresztowany za działalność w organizacji Czornyj Pieriedieł, później był więziony w Iziumie i Charkowie. W 1888 został skazany na 5 lat zesłania do guberni irkuckiej, w 1889 ponownie go aresztowano i na 3,5 roku uwięziono w Irkucku. Później przebywał na zesłaniu w Wilujsku i Jakucku, a następnie w Tobolsku, gdzie zmarł. Opublikował zbiory poezji patriotyczno-rewolucyjnej Prolisok (1894), Dola (1897) i Kobza (1989). Poza tym pisał prace krytycznoliterackie. Tłumaczył poezję zachodnioeuropejską, gruzińską, ormiańską, węgierską oraz narodów słowiańskich, m.in. polską (M. Konopnickiej i A. Asnyka).